# Església parroquial dels Sants Màrtirs de Fredes
L'Església Parroquial de Sant Abdó i Sant Senén de Fredes, també coneguda com a Església dels Sants de la Pedra, és un edifici religiós catòlic, que es localitza ple nucli urbà d'aquesta població de la comarca del Baix Maestrat. Està catalogada com Bé de rellevància local, amb la categoria de Monument d'interès local, i codi: 12.03.093-008; de manera genèrica i segons la Disposició Addicional Cinquena de la Llei 5/2007, de 9 de febrer, de la Generalitat, de modificació de la Llei 4/1998, d'11 de juny, del Patrimoni Cultural Valencià (DOCV Núm. 5.449 / 13/02/2007).
Pertany a la Bisbat de Tortosa, en concret al Arxiprestat de Montisà-La Tinença.

## Història
L'església té el seu origen en la fundació, en 1261, d'un temple per part de monjos de l'Orde del Cister, que estaven en el Monestir de Santa María, en aquesta ubicació amb la intenció de crear un nou nucli poblacional, Fredes.
El temple original va sofrir diversos desperfectes al llarg de la història, fonamentalment per conflictes bèl·lics, per la qual cosa els seus murs estaven en molt mal estat. Això va portar a la realització d'un nou temple datat de 1725.

## Descripció
Es tracta d'un temple, de nau única i fàbrica de maçoneria, amb reforços de carreu en les cantonades, de gran senzillesa.
En el seu interior destaca l'existència d'un cor elevat i en el seu exterior la seva torre campanar. La torre campanar és de carreu, esvelta i senzilla, amb espitlleres i obertures per a la campana en forma d'arc de mig punt.